# Kaliforniai szamócafa
A kaliforniai szamócafa (Arbutus menziesii) a hangafélék (Ericaceae) családjába tartozó örökzöld fafaj. Gyümölcse kis mennyiségben ehető. Termésérés idején sok madárfajnak nyújt táplálékot.
Rokona a nyugati szamócafa, amely azonban Európa mediterrán részén honos és jóval alacsonyabbra nő.

## Származási hely, élőhelye
Észak-Amerika nyugati része. csapadékos, erdős hegyoldalak, tölgyerdei völgyek, tengerparti szirtek.

## Leírása
Terebélyes, oszlopos 40 m magasra megnövő örökzöld fa.
kérge vörösbarna, hámlik. Frissen felszínre került rétegei zöldek. Idővel sötétül, repedezik. A levelek elliptikusak, 15 cm hosszúak, 7,5 cm szélesek és rendszerint ép szélűek. Felszínük fényes sötétzöld, fonákjuk kékesfehér, sima.
A virágai csupor alakúak, kicsik, fehérek, néha rózsás árnyalatúak. Nagy, felálló 15 cm hosszú hajtásvégi fürtökben tavasz végén nyílnak.
A termése szederszerű, mirigyes, narancssárga vagy piros, 1 cm átmérőjű. magjaik terjesztésében a madaraknak fontos szerepük van.

## Képek

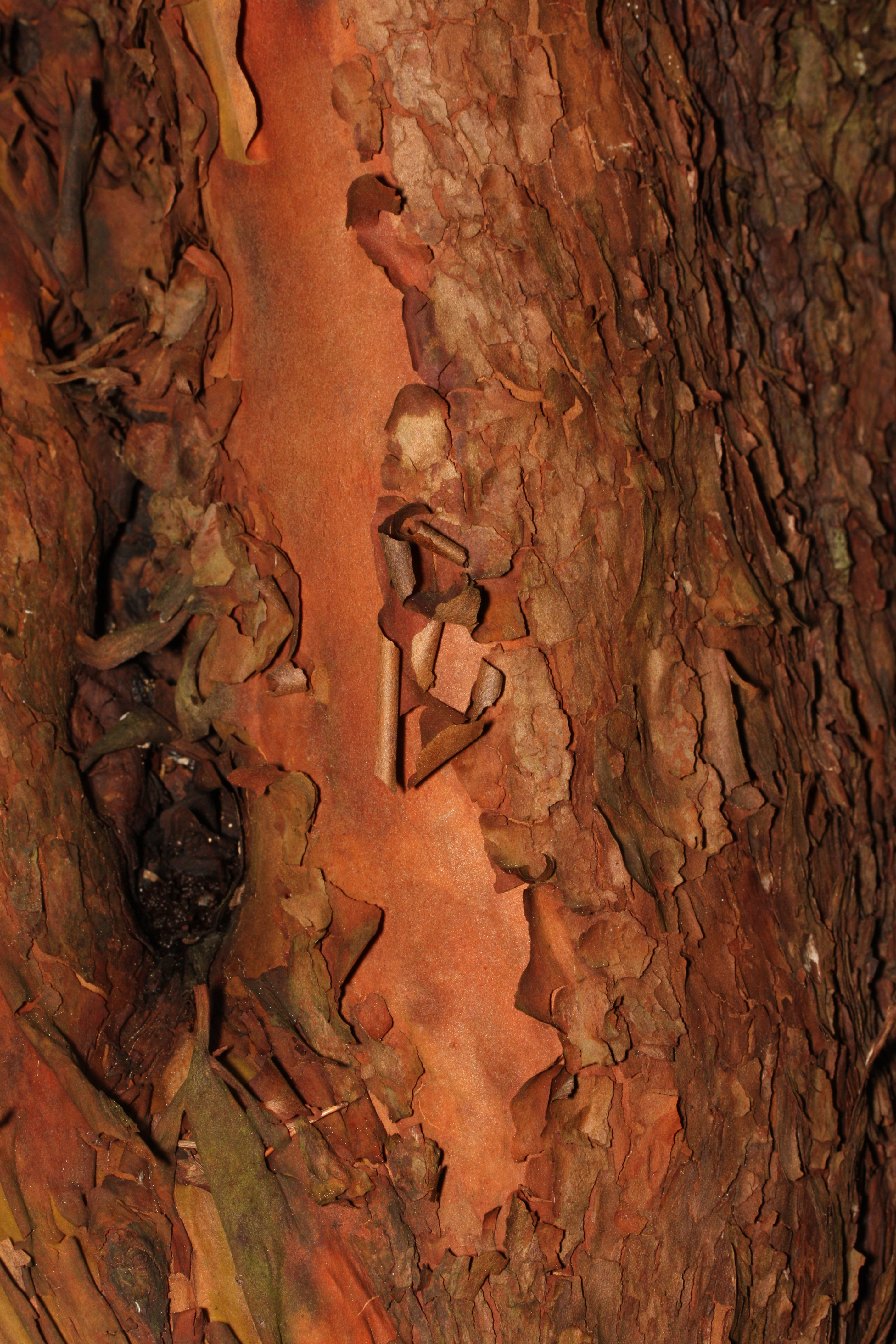
Kérge
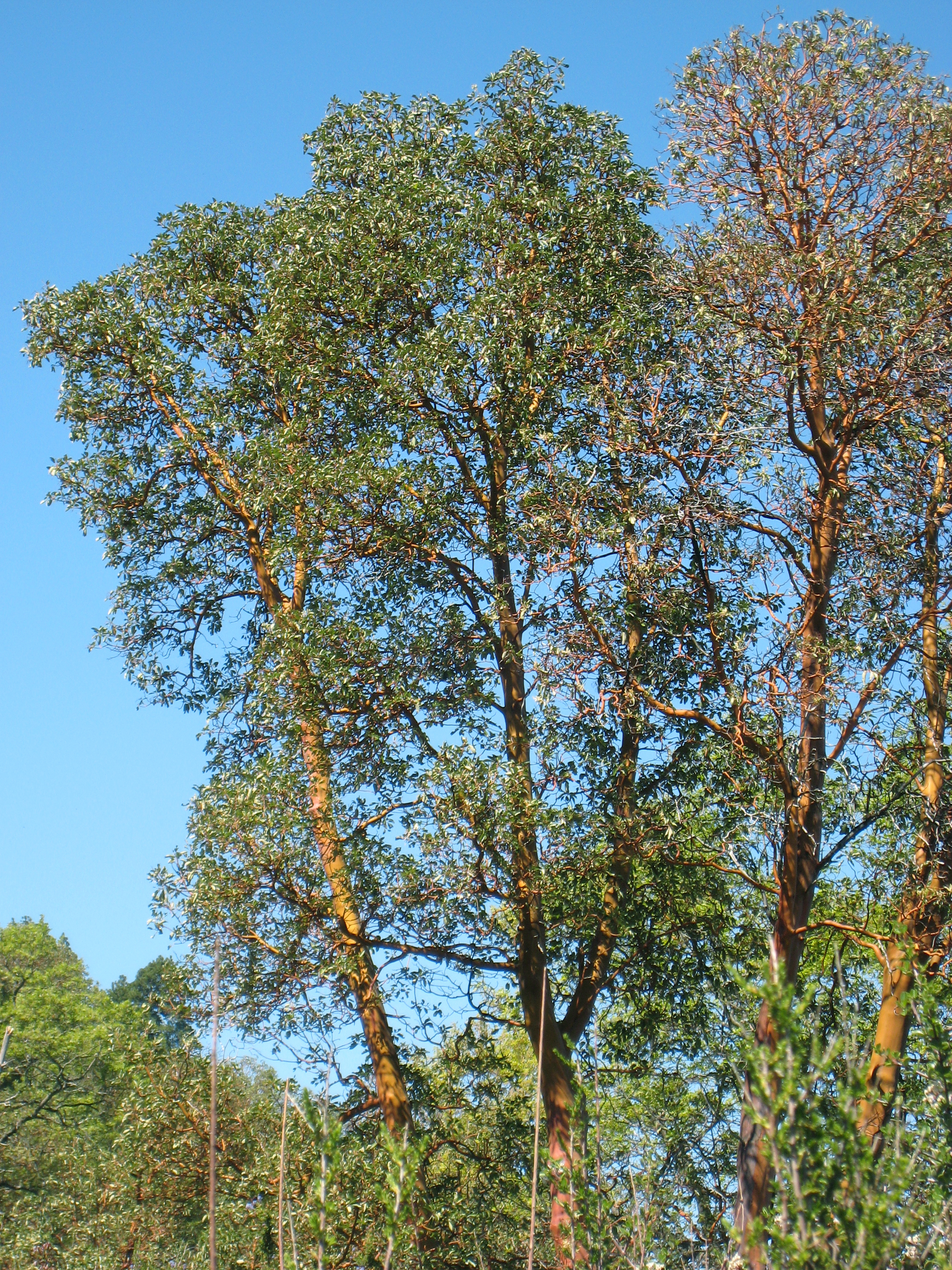
Habitusa
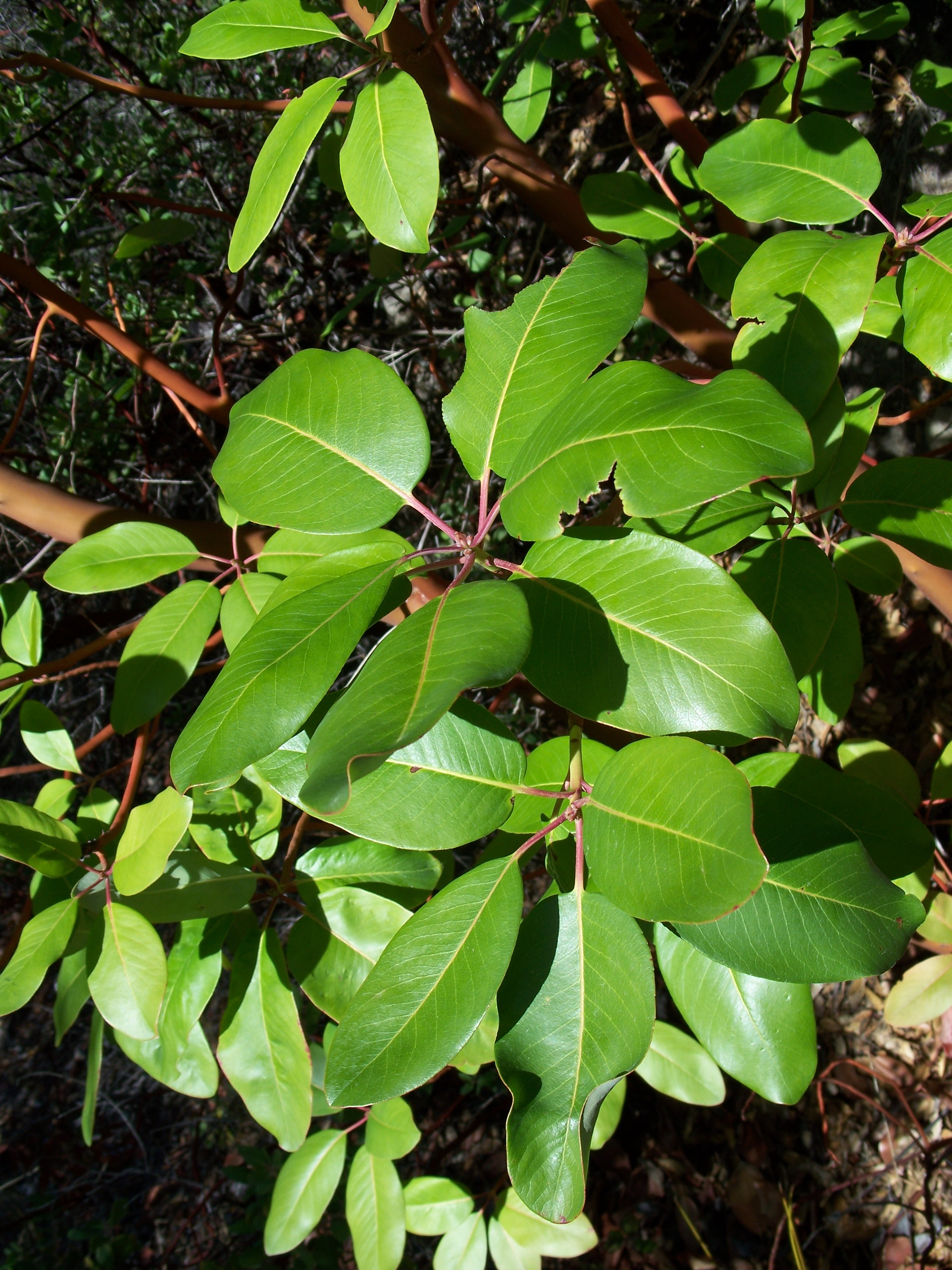
Levelei
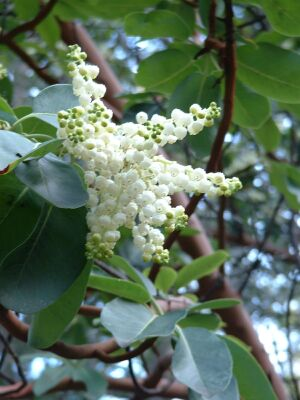
Virágzata
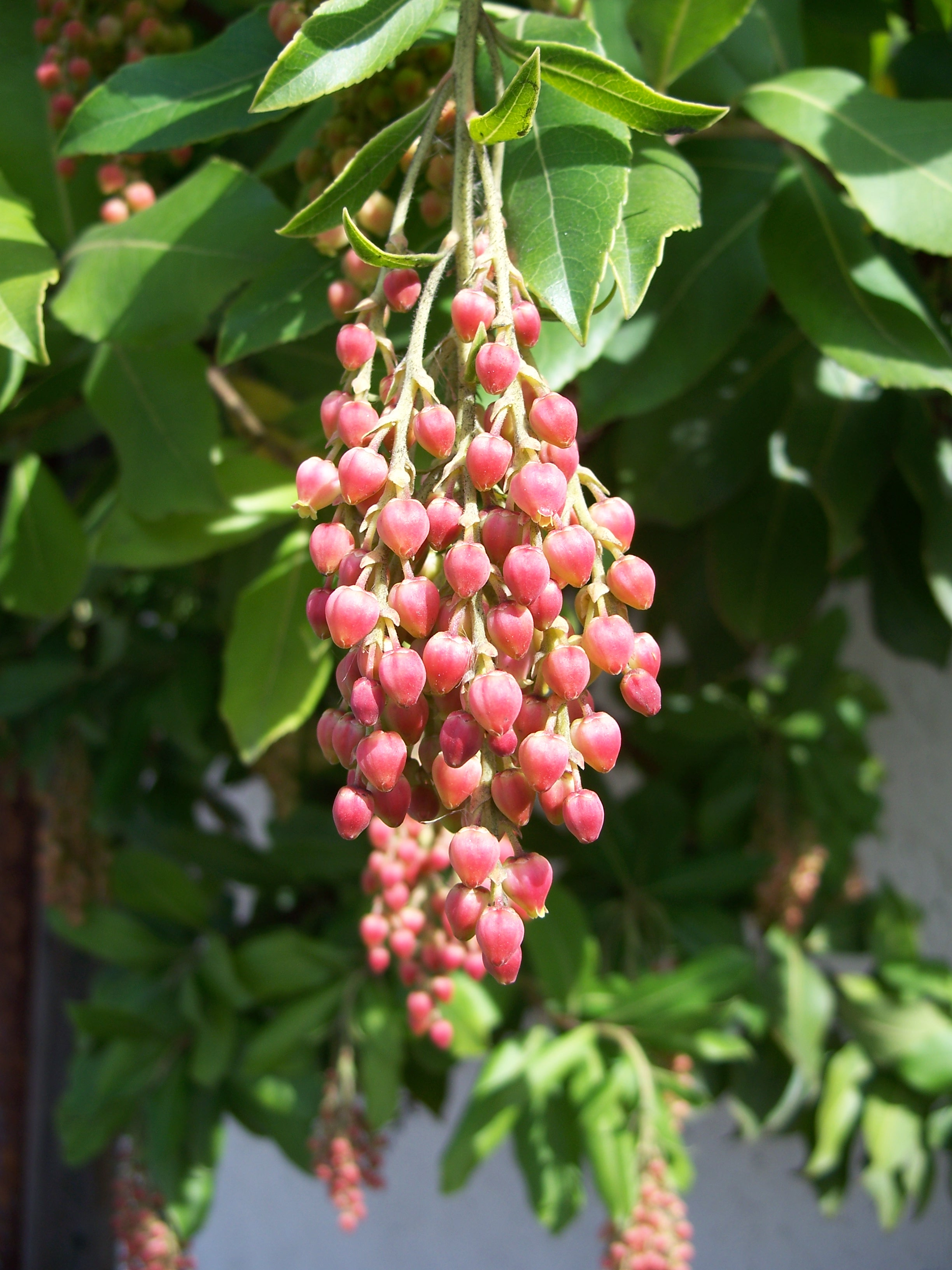
Termései
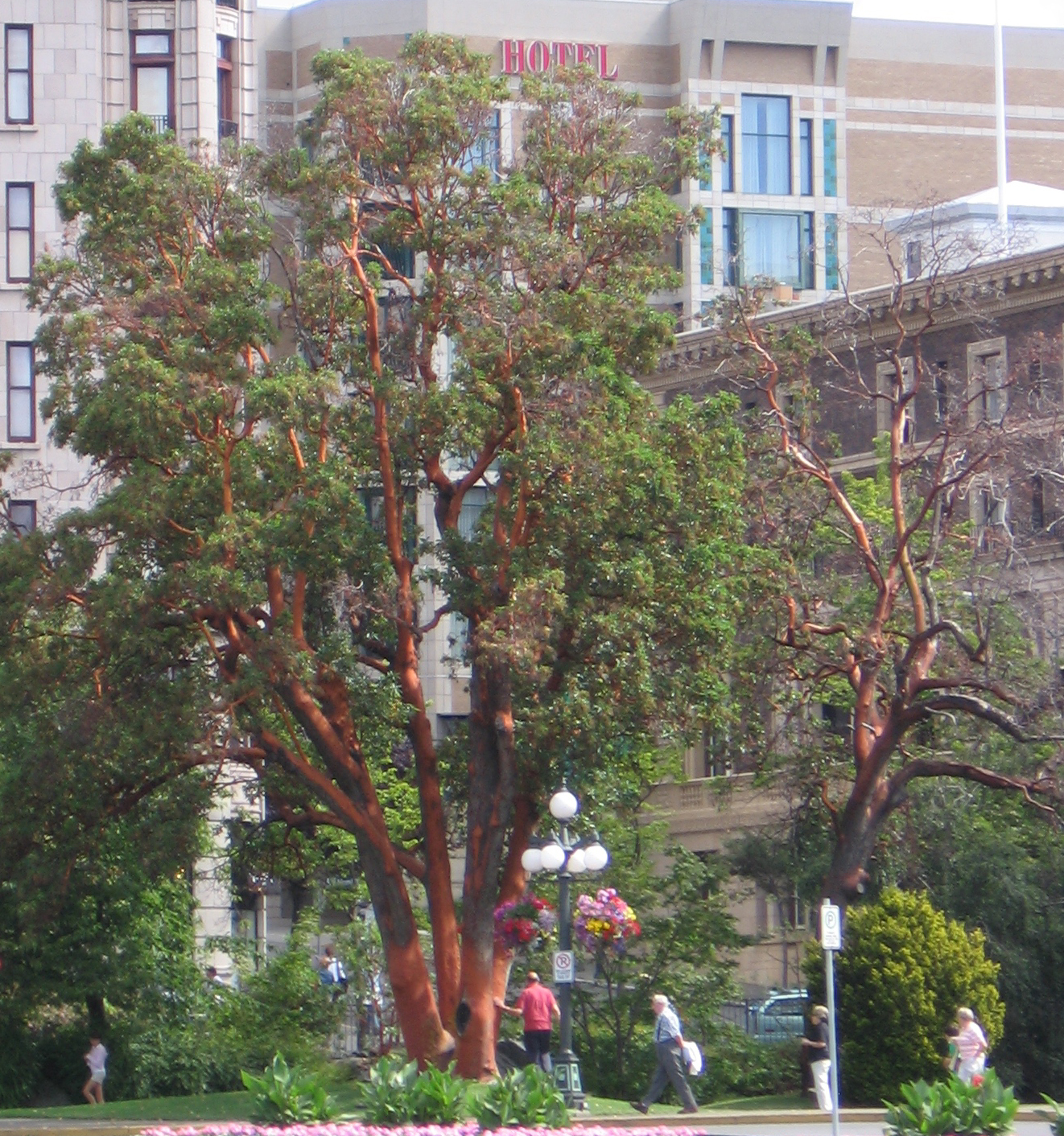
Egy kaliforniai parkban
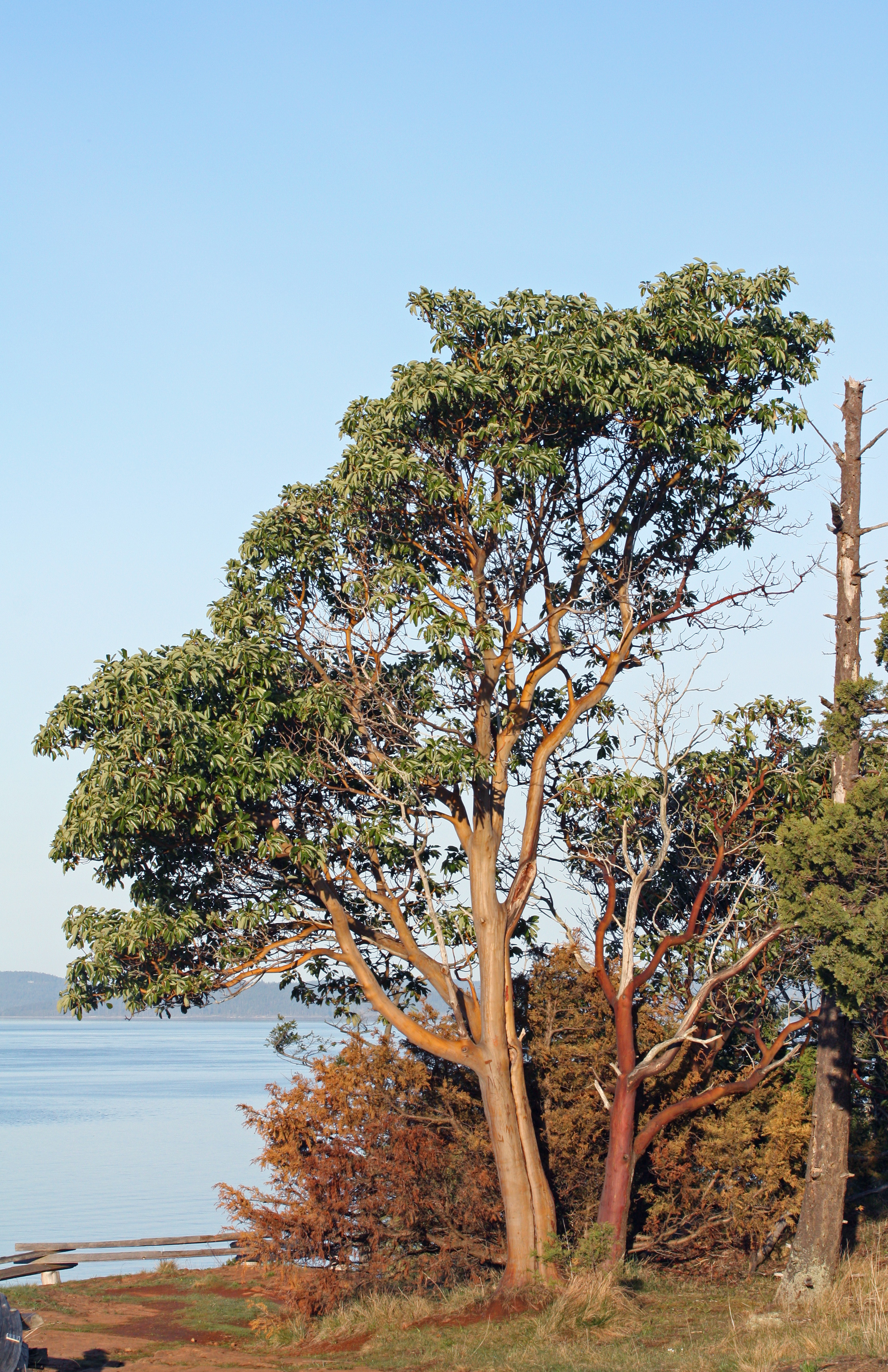
Természetes élőhelyén